# Omeiíta
La omeiíta es un mineral arseniuro, por tanto de la clase de los minerales sulfuros. Fue descubierta en 1978 en una mina en la montaña Omeishan cerca de la ciudad de Emeishan en la prefectura de Leshan, provincia de Sichuan (China), siendo nombrada así esta localización.

## Características químicas
Es un arseniuro simple de osmio, anhidro.
Forma una serie de solución sólida con el mineral anduoíta (RuAs2), en la que la sustitución gradual del osmio por rutenio va dando los distintos minerales de la serie.
Además de los elementos de su fórmula, suele llevar como impurezas: iridio, níquel, hierro y cobalto.

## Formación y yacimientos
Se encontró en un yacimientos de minerales sulfuros de cobre-níquel, asociado a rocas ultramáficas.
Suele encontrarse asociado a otros minerales como: pirrotita, pentlandita, calcopirita, violarita, cubanita, bornita, esfalerita, galena, linneíta, magnetita, testibiopaladita, sudburyíta, michenerita, sperrylita, kotulskita u oro nativo.